# Eaton (Herefordshire)
Eaton – przysiółek w Anglii, w Herefordshire, w dystrykcie (unitary authority) Herefordshire. Leży 18 km od miasta Hereford i 198,2 km od Londynu. W latach 1870–1872 osada liczyła 59 mieszkańców. Eaton jest wspomniana w Domesday Book (1086) jako Etone.